# Česká Kamenice
Česká Kamenice település Csehországban, Děčíni járásban. Česká Kamenice Prysk, Kytlice, Volfartice, Janská, Chřibská, Kunratice, Velká Bukovina, Veselé, Kamenický Šenov és Nový Oldřichov településekkel határos. Lakosainak száma 5082 fő (2024. január 1.).

## Népesség
A település lakosságának változását az alábbi diagram mutatja:
| Lakosok száma | 8243 | 9308 | 8786 | 5560 | 5585 | 5525 | 5347 | 5247 | 5095 | 5082 |
|               | 1869 | 1900 | 1921 | 1961 | 1980 | 2011 | 2016 | 2019 | 2021 | 2024 |